# The Shelter (The Twilight Zone)
"The Shelter" is een aflevering van de Amerikaanse televisieserie The Twilight Zone.

## Plot

### Opening
What you're about to watch is a nightmare. It is not meant to be prophetic; it need not happen. It's the fervent and urgent prayer of all men of goodwill that it never shall happen. But in this place, in this moment, it does happen. This is the Twilight Zone.
— Rod Serling

### Verhaal
Een kleine groep vrienden houdt een feestje ter ere van Dr. Stockton. Stockton is bekend en geliefd in zijn omgeving omdat hij vrijwel alle aanwezigen ooit geholpen heeft. Tijdens het feestje komt een schuilkelder ter sprake, die Stockton blijkbaar heeft aangelegd in zijn kelder.
Wanneer men op het nieuws hoort dat twee niet-geïdentificeerde voorwerpen richting de Verenigde Staten vliegen, breekt er paniek uit. Dr. Stockton sluit zichzelf met zijn familie op in de schuilkelder. De andere aanwezigen proberen hysterisch ook de schuilkelder binnen te gaan. Al hun vriendelijkheid en respect voor de dokter maakt in een keer plaats voor woede en haat. Het idee dat hun einde nadert maakt dat iedereen enkel nog aan zijn eigen overleving kan denken.
Uiteindelijk breekt de woedende menigte de deur open met een stormram. Op dat moment volgt er weer een nieuwsbericht: de voorwerpen waren satellieten die terugkeerden in de dampkring en zonder gevolgen zijn neergestort. De mensen bieden meteen hun verontschuldigingen aan bij Dr. Stockton, maar Stockton weet wel beter: alleen al de gedachte dat ze in gevaar waren, maakte dat ze bijna zichzelf hadden vernietigd.

### Slot
No moral, no message, no prophetic tract: Just a simple statement of fact. For civilization to survive, the human race has to remain civilized. Tonight's very small exercise in logic, from the Twilight Zone.
— Rod Serling

## Rolverdeling
- Larry Gates: Dr. Stockton
- Jack Albertson: Jerry Harlowe
- Sandy Kenyon: Henderson
- Joseph Bernard: Marty Weiss

## Achtergrond
Deze aflevering werd geparodieerd in The Simpsons in de aflevering Bart’s Comet. Hierin bedreigt een meteoor de stad Springfield, maar in de schuilkelder is niet genoeg ruimte voor iedereen. Derhalve zal een persoon zich op moeten offeren.